# Erminio Sertorelli
Erminio Sertorelli (* 6. April 1901 in Bormio; † 13. November 1979 ebenda) war ein italienischer Skilangläufer.
Sertorelli belegte bei den Nordischen Skiweltmeisterschaften 1927 in Cortina d’Ampezzo den 17. Platz über 50 km und bei den Olympischen Winterspielen 1932 in Lake Placid den 12. Platz über 50 km.
Seine Brüder Giacinto Sertorelli und Stefano Sertorelli waren ebenfalls im Skisport aktiv.